# Pallavicinia lyellii
Pallavicinia lyellii là một loài rêu trong họ Pallaviciniaceae. Loài này được (Hook.) Gray mô tả khoa học đầu tiên năm 1821.